# Amstel Gold Race feminina
A Amstel Gold Race feminina é uma corrida profissional feminina de ciclismo de estrada de um dia que se disputa anualmente na região de Limburgo, nos Países Baixos e é patrocinada pela empresa cervejeira que lhe dá nome. É a versão feminina da corrida do mesmo nome e celebra-se no mesmo dia que a sua homónima como antesala da Flecha Valona Feminina e da Liège-Bastogne-Liège Feminina com as que conformam a conhecida Trilogia das Ardenas.
As suas primeiras edições correram-se entre 2001 até 2003 sem limitação de idade, sendo esta última edição pontuável para a Copa do Mundo feminina.No ano 2017 regressou a corrida e entrou a fazer parte do UCI WorldTour Feminino.

## Palmarés
| Ano                              | Vencedor             | Segundo              | Terceiro                                  |           |
| -------------------------------- | -------------------- | -------------------- | ----------------------------------------- | --------- |
| 2001                             | Debby Mansveld       | Mirjam Melchers      | Leontien van Moorsel                      |           |
| 2002                             | Leontien van Moorsel | Mirjam Melchers      | Katherine Bates                           |           |
| 2003                             | Nicole Cooke         | Olivia Gollan        | Edita Pučinskaitė                         |           |
| 2004-2016 edições não disputadas |                      |                      |                                           |           |
| 2017                             | Anna van der Breggen | Lizzie Deignan       | Annemiek van Vleuten Katarzyna Niewiadoma |           |
| 2018                             | Chantal Blaak        | Lucinda Brand        | Amanda Spratt                             |           |
| 2019                             | Katarzyna Niewiadoma | Annemiek van Vleuten | Marianne Vos                              |           |
| 2020                             | cancelado            | cancelado            | cancelado                                 | cancelado |
| 2021                             | Marianne Vos         | Demi Vollering       | Annemiek van Vleuten                      |           |
| 2022                             | Marta Cavalli        | Demi Vollering       | Liane Lippert                             |           |
| 2023                             | Demi Vollering       | Lotte Kopecky        | Shirin van Anrooij                        |           |
| 2024                             | Marianne Vos         | Lorena Wiebes        | Ingvild Gåskjenn                          |           |
| 2025                             | Mischa Bredewold     | Ellen van Dijk       | Puck Pieterse                             |           |

Nota: Na edição 2017 apresentou-se um empate incomum entre a ciclista neerlandesa Annemiek van Vleuten da equipa Orica-Scott e a ciclista polaca Katarzyna Niewiadoma da equipa WM3, como suas chegadas a meta foram idênticas.

## Palmarés por países
Atualizado após edição de 2025
| País          | Vitórias |
| ------------- | -------- |
| Países Baixos | 8        |
| Reino Unido   | 1        |
| Polónia       | 1        |
| Itália        | 1        |